# George Mraz

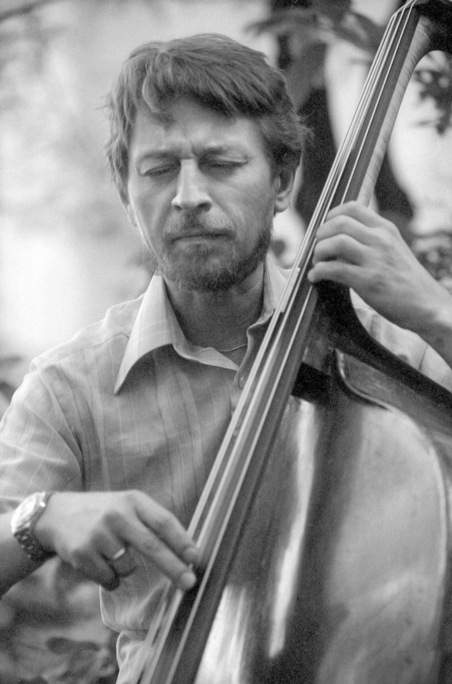
George Mraz (1983)

George Mraz (* 9. September 1944 in Písek als Jiří Mráz; † 16. September 2021 in Prag, Tschechien) war ein tschechoslowakisch-US-amerikanischer Jazzbassist.

## Leben und Wirken
Mraz spielte ab dem Alter von sieben Jahren Violine; später kamen Altsaxophon und der Kontrabass dazu. Bis 1966 studierte er Kontrabass am Prager Konservatorium. Er wurde Mitglied im Trio des Gitarristen Rudolf Dašek, das später in der Band von Karel Velebný aufging, und nahm mit einer tschechischen Band an einem Jazzworkshop des Norddeutschen Rundfunks teil. Nach seinem Studium lebte er von 1966 bis 1967 ein Jahr in München, wo er u. a. mit Benny Bailey und Mal Waldron auftrat, aber auch im Trio mit Irène Schweizer und Pierre Favre spielte. 1968 gehörte er zu der Bigband von Gustav Brom.
Nach der Invasion der Warschauer Fünf in der Tschechoslowakei 1968 emigrierte er über München in die USA, wo er bis 1970 am Berklee College of Music studierte. Er tourte mit Oscar Peterson, erhielt 1973 die Staatsangehörigkeit der USA und war von 1973 bis 1976 Mitglied des Thad Jones/Mel Lewis Orchestra. Er arbeitete dann mit zahlreichen Musikern wie John Abercrombie, Pepper Adams, Richie Beirach, Bill Evans, Tommy Flanagan, Richard Galliano, Stan Getz, Stéphane Grappelli, Roland Hanna, John Hicks, Hank Jones, Miriam Klein, Rudy Linka, Carmen McRae, Walter Norris, Art Pepper, Sonny Rollins, Jimmy Rowles, Zoot Sims und Attila Zoller.
Anfang der 1990er Jahre kehrte Mraz zum ersten Mal seit 1968 wieder nach Prag zurück, wo er 1991 sein erstes Album unter eigenem Namen und 1992 ein Quartett-Album als Co-Leader mit dem Pianisten Karel Růžička aufnahm. In der Folge legte Mraz auch eine Reihe von Alben als Solist und Bandleader vor, wie Duke’s Place (1999, mit Renee Rosnes, Cyrus Chestnut, Billy Drummond) und Morava (2001, mit Emil Viklický, Zuzana Lapčíková, Billy Hart). Im Trio mit Beirach und Gregor Hübner interpretierte er Werke von Bartók, Kodály, Skrjabin und anderen europäischen Komponisten des zwanzigsten Jahrhunderts (Round About Bartok 2000), dann auch Werke von Mompou und Monteverdi. In dem Programm Return to Imagination trat er auch gemeinsam mit seiner Frau, der Sängerin und Pianistin Camilla Mraz, auf.
Insgesamt erscheint Mraz auf mehr als neunhundert Alben als Sideman. Er begleitete viele wichtige Jazzpianisten im Pianotrio, wobei er einen rauen Ton hatte, der ihn kenntlich macht. Im Bereich des Jazz war er laut Tom Lord zwischen 1964 und 2014 an 495 Aufnahmesessions beteiligt, zuletzt in New York mit Yelena Eckemoff (A Touch of Radiance) und in Prag mit dem Pianisten NajPonk (Final Touch of Jazz). Transkriptionen seiner Soli wurden von Chuck Sher und Marc Johnson in Concepts for Bass Soloing (Petaluma, CA, 1993) veröffentlicht.
Mraz wurde 2009 von Václav Klaus für seine Verdienste um die Kultur mit der Goldenen Plakette des tschechischen Staatsoberhaupts ausgezeichnet. 2016 kam es nach einer Operation an der Bauchspeicheldrüse zu einem Herzinfarkt und weiteren Komplikationen. Er starb im September 2021.

## Diskographische Hinweise
- Catching Up, 1992
- Youngblood (Enja, 1992), mit Elvin Jones
- Jazz (Milestone, 1995) mit Richie Beirach, Billy Hart, Larry Willis, Rich Perry
- My Foolish Heart (Milestone, 1995) mit Richie Beirach, Billy Hart
- Bottom Lines (Milestone, 1997) mit Cyrus Chestnut, Al Foster, Rich Perry
- Upon Reflection mit Hank Jones und Elvin Jones, Gitanes
- Duke’s Place mit Renee Rosnes, Billy Drummond, Cyrus Chestnut, 1999
- Morava (Milestone, 2002) mit Billy Hart, Emil Viklický, Zuzana Lapčíková
- Moravian Gems mit Iva Bittová, Emil Viklický, Laco Tropp, 2007
- George Mraz & Zoe Rahman Unison (2013)
- Emil Viklický & George Mraz Together Again (2014)

## Lexikalische Einträge
- Ian Carr, Digby Fairweather, Brian Priestley: Rough Guide Jazz. Der ultimative Führer zur Jazzmusik. 1700 Künstler und Bands von den Anfängen bis heute. Metzler, Stuttgart/Weimar 1999, ISBN 3-476-01584-X.
- Leonard Feather, Ira Gitler: The Biographical Encyclopedia of Jazz. Oxford University Press, New York 1999, ISBN 0-19-532000-X.
- Barry Kernfeld: Mraz, George [Mráz, Jiří]. In: Grove Music Online (englisch; Abonnement erforderlich).